# Trobada de la Cançó
La Trobada de la Cançó és un esdeveniment triennal organitzat per la Demarcació de la Catalunya Central dels Minyons Escoltes i Guies de Catalunya. Aquest esdeveniment reuneix infants i joves de diversos agrupaments escoltes de les comarques de l'Anoia, Bages, Berguedà, Solsonès i Moianès, amb l'objectiu de promoure la cançó com a eina pedagògica dins l'escoltisme i fomentar la cohesió entre els participants.
Se celebra cada tres anys en diferents localitats de la Catalunya Central des de fa gairebé mig segle. Tradicionalment, aquesta trobada es du a terme cada tres anys durant la primavera, i la seu és rotativa, intentant que tots els territoris integrants participin. L'any 2021 s'havia de fer la trobada a Moià, però a causa de les restriccions sanitàries per la pandèmia, aquesta va ser ajornada a l'any següent.

## Llista de les darreres trobades
| nº   | Any  | Municipi Amfitrió       | Dates           | Organitza                              | Lema o temàtica                   |
| ---- | ---- | ----------------------- | --------------- | -------------------------------------- | --------------------------------- |
| X    | 2005 | Igualada                | 15 i 16 d'abril | AEIG Jaume Caresmar i Mª Antònia Salvà | -                                 |
| XI   | 2008 | Monistrol de Montserrat | 10 i 11 de maig | AEIG La Bestorre                       | "Ressona"                         |
| XII  | 2011 | Olvan                   | 26 i 27 de març | AEIG Sebastià Montraveta               | "Sota una col"                    |
| XIII | 2014 | Súria                   | 29 i 30 de març | AEIG Joan Ros                          | "Sempre cantant, sempre endavant" |
| XIV  | 2018 | Calaf                   | 5 i 6 de maig   | AEIG Alexandre de Riquer               | "En clau de canvi"                |
| XV   | 2022 | Moià                    | 7 i 8 de maig   | AEIG Amadeu Oller i AEIG Caldàrius     | L'Ot el Bruixot                   |
| XVI  | 2025 | Monistrol de Montserrat | 10 i 11 de maig | AEIG La Bestorre i AEIG Cavall Bernat  | "L'Energia de la música"          |